# Cavalli (film)
Pour les articles homonymes, voir Cavalli.
Pour plus de détails, voir Fiche technique et Distribution.
Cavalli est un film dramatique italien réalisé par Michele Rho et sorti en 2011.
Le film est présenté en avant-première à la Mostra de Venise 2011

## Synopsis
À la fin du XIXe siècle, dans une vallée des Apennins, vivent Alessandro et Pietro, deux frères qui ont grandi dans une petite maison avec une mère douce et un père distant. A la mort de leur mère, leur père leur offre deux splendides chevaux qui n'ont pas encore été domptés et qu'ils devront apprivoiser grâce aux conseils d'un éleveur.
Très proches l'un de l'autre, les deux frères, une fois adultes, verront leurs chemins se séparer lorsque Alessandro décidera de s'éloigner tandis que Pietro décidera de rester vivre avec sa bien-aimée Veronica.

## Fiche technique
- Titre original italien : Cavalli[2]
- Réalisateur : Michele Rho
- Scénario : Pietro Grossi (it), Francesco Ghiaccio, Michele Rho
- Photographie : Andrea Locatelli
- Montage : Luca Benedetti
- Musique : Nicola Tescari (it)
- Décors : Paki Meduri (it)
- Effets spéciaux : Tiberio Angeloni, Massimo Di Palma, Franco Galiano, Paolo Galiano
- Production : Gianluca Arcopinto (it), Marco Ledda, Emanuele Nespeca
- Sociétés de production : Settembrini Film, Rai Cinema
- Pays de production :  Italie
- Langue originale : italien
- Format : couleurs - 1,85:1
- Durée : 92 minutes
- Genre : drame
- Dates de sortie :
  - Italie : 5 septembre 2011 (Mostra de Venise 2011) ; 21 octobre 2011 (sortie nationale)

## Distribution
- Vinicio Marchioni (it) : Alessandro
- Michele Alhaique (it) : Pietro
- Giulia Michelini : Veronica
- Duccio Camerini (it) : Pancia
- Luigi Fedele (it) : Alessandro enfant
- Francesco Fedele : Pietro enfant
- Cesare Apolito : Père
- Fausto Maria Sciarappa (it) : Pharmacien
- Pippo Delbono : Dario
- Andrea Occhipinti (it) : l'Anglais
- Antonella Attili : Amanda
- Asia Argento : Mère
- Laura De Fabrizio : Veronica enfant
- Marco Iermanò (it) : Antonio
- Gaia Insenga : Prostituée
- Babak Karim : Le tailleur
- Paolo Zuccari : Facteur
- Alessandro Del Treste : Contrebandier
- Pietro Cursi : Contrebandier
- Enrico D'Andrea : Contrebandier
- Adelio Domenicucci : Contrebandier
- Luca Peduzzi : Contrebandier
- Massimiliano Ubaldi : le batteur